# 568
سنة 568 م (بالأرقام الرومانية: DLXVIII) كانت سنة كبيسة تبدأ يوم الأحد (الرابط يظهر نموذج الجدول الزمني الكامل للسنة) من التقويم اليولياني. بدأت تسمية السنة ب568 منذ العصور الوسطى المبكرة، عندما أصبح تقويم أنو دوميني هو الأسلوب السائد في أوروبا لتسمية السنوات.

## مواليد
- العباس بن عبد المطلب عمّ رسول الله محمد
- سلمان الفارسي صحابي وأحد رواة الحديث
- الهذيل بن هبيرة شاعر من قبيلة تغلب